# Coimbra iParque

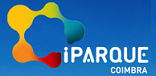

O Coimbra iParque é um parque de ciência e tecnologia localizado na cidade de Coimbra - cidade reconhecida pela sua excelência em termos científicos e culturais[carece de fontes?] e que possui um dos ecossistemas de inovação mais dinâmicos de Portugal [carece de fontes?] .
O parque é gerido por uma sociedade especializada, a iParque – Parque para a Inovação em Ciência, Tecnologia e Saúde, EM, SA, cujo objecto social é dinamizar e apoiar pólos de inovação tecnológica, incubadoras de empresas e outras iniciativas associadas ao desenvolvimento económico, empreendedorismo, inovação e investigação.
A iParque disponibiliza:
- Lotes de terreno, para instalação de empresas (incluindo unidades industriais);
- Espaços de escritório, localizados no business center Leonardo Da Vinci;
- Auditórios, salas de formação e salas de reunião, de diferentes dimensões e flexibilidade de configurações;
- Data Center, servido por fibra óptica, para alojamento de servidores.

Para além disto, poderá ainda facilitar a ligação entre empresas, centros de investigação e mercados e disponibilizar um conjunto de serviços especializados de apoio à criação, ao desenvolvimento e à internacionalização de empresas.

## Plano de Desenvolvimento
O Coimbra iParque foi planeado segundo várias fases.
A primeira fase de loteamento e construção de infraestruturas foi concluída em meados de 2010.
Esta fase disponibilizou 14 lotes para instalação de empresas, com dimensões entre os 3.000 e os 33.000 m2, numa área total de 12 hectares. No final de 2013, 67% desta área já se encontrava vendida. A primeira empresa a instalar-se no parque iniciou a sua actividade em meados de 2011. Actualmente, cinco lotes contam com empresas em pleno funcionamento e um lote contém um edifício empresarial em construção (cuja conclusão é esperada para o 3º trimestre de 2014). Dois outros lotes encontram-se em fase de planeamento e projecto dos edifícios.
Após esta primeira fase deu-se também início à construção do business center Leonardo Da Vinci, propriedade da sociedade iParque, cuja entrada em pleno funcionamento está prevista para o 2º trimestre de 2014.
No futuro, serão disponibilizados, de forma gradual, novos lotes industriais no parque e novos espaços de escritório no edifício Nicola Tesla, especialmente concebido para esse efeito. Serão também disponibilizados novos espaços desportivos e de lazer. O Plano de Pormenor do parque prevê ainda uma zona residencial e de comércio/serviços.